# Герб Ботсваны
Государственный герб Ботсваны — один из государственных символов Ботсваны, наряду с флагом и гимном. Утверждён 25 января 1966.

## Описание и символика
Серебряное поле щита (форма которого характерна для гербов государств Африки) разделено тремя волнистыми голубыми узкими поясами на две части: в верхней — три шестерни (одна и две) в зацеплении друг с другом, в нижней — чёрная голова буйвола анфас. Щитодержатели — две зебры, которые поддерживают стебель сорго с красным соцветием (слева) и золотой бивень слона (справа). В подножии герба — голубая девизная лента с надписью «Pula».
Зубчатые колёса символизируют промышленность, три волны — реки страны, голова быка —  высокое значение скотоводства для хозяйства Ботсваны, белый цвет щита — пески пустыни Калахари. Зебра считается национальным животным страны. Сорго — важная сельскохозяйственная культура для Ботсваны, бивень слона символизирует торговлю слоновой костью в стране в прошлом.
Девиз в нижней части герба на голубой ленте «Pula» означает на языке тсвана «Пусть будет дождь».  Для населения Ботсваны «Pula» значит больше, чем просто «дождь», он означает, счастье, крепкое здоровье и процветание, а также приветствие или пожелание счастливого пути. Этот девиз и волны подчёркивают важность воды для Ботсваны.

## История
В конце 1965 года секретарь кабинета министров Бечуаналенда Джордж Уинстенли (George Winstanley) издал от имени премьер-министра Бучуаналенда Серетсе Кхамы меморандум, в котором говорилось, что, поскольку территория добьётся независимости к концу 1966, необходимо разработать герб, флаг и национальный гимн будущего независимого государства. Меморандум Уинстенли предложил всем заинтересованным лицам представить предложения по всем или любому из трёх символов в Министерство внутренних дел, расположенному в Габороне, до 31 декабря 1965 года. Проекты гербов и флагов должны были быть проиллюстрированы цветными рисунками, победителю была обещана награда в двадцать рандов. Объявление было размещено в правительственных газетах Daily News и The Star, выходивших в Южной Африке. Конкурс выиграли Уинстенли, разработавший флаг, и его жена, создавшая герб. Разработанные ими национальные символы были официально приняты правительством Ботсваны в январе 1966 года.

Герб Бопутатсваны

С момента принятия герб страны не менялся, однако в 1975 году он вызвал значительные споры, которые могли привести к его модификации. В это время правительство Ботсваны готовилось ввести свою собственную валюту, пулу, и планировало разместить на деньгах либо герб страны, либо разработать особый символ, основанный на гербе. Узнав о планах правительства Ботсваны, учёный из Университета Замбии доктор Нейл Парсонс (Neil Parsons) выступил с критикой герба. Правительственное издание Ботсваны Daily News опубликовало его письмо, где он утверждал, что «традиционный африканский щит», изображённый на гербе, на самом деле исторически в основном использовался племенем зулу, а воины племени тсвана использовали другой щит, формой больше похожий на восьмёрку (похожий щит изображался на гербе бантустана Бопутатсвана, населённого в основном тсвана).
Замечания Парсонса стали предметом оживлённой общественной дискуссии. На его стороне выступили кгоси (верховный вождь тсвана) Бангвакетсе (Bangwaketse) и лидер Народного Фронта Ботсваны Батоен Гасетсиве (Bathoen Gaseitsiwe), против — Рон Пол (Ron Pahl), волонтёр Корпуса Мира, находившийся в это время в Канье. Обе стороны обладали значительной общественной поддержкой, использовали свидетельства европейских путешественников XIX века, архивные материалы и т.д. Однако герб на вновь выпущенных деньгах был изображён без всяких изменений, правительство своё мнение официально не высказывало.
Можно назвать две причины, по которым дискуссия закончилась именно так. Во-первых, в это время Ботсвана была экономически неразвитой страной, а повсеместная замена герба в случае его изменения требовало значительных ресурсов. Во-вторых, то, что в пользу изменения герба высказывался один из лидеров оппозиционного Народного Фронта, могло склонить правительство к мысли, что изменение герба будет трактоваться общественностью как победа оппозиции.

## См.также
- Флаг Ботсваны